# Виграївський
Вигра́ївський зака́зник — загальнозоологічний заказник місцевого значення в Україні. Об'єкт природно-заповідного фонду Черкаської області. 
Розташований у Звенигородському районі Черкаської області, неподалік від села Виграїв. 

## Загальні відомості
Площа 3521,8756 га. Статус присвоєно згідно з рішенням Черкаської обласної ради від 22.05.1990 року № 95. Установа, у віданні якої перебуває об'єкт,— ДП «Корсунь-Шевченківське лісове господарство». До складу заказника входять квартали 16-21 — 238 га, квартали 27-19 га Корсунського лісництва, квартали 13-47 — 2189 га, квартали 48–113 га, квартали 12–50 га, квартали 50–41 га Виграївського лісництва, КСП ім. Хмельницького с. Виграїв, квартали 1-2 — 18 га, частина смт Стеблів.

## Охорона природи
Статус присвоєно з метою охорони кількох частин лісового масиву на лівобережжі річки Рось. Тут водяться: Борсук європейський, лисиця звичайна, заєць сірий, лось звичайний, свиня дика, сарна європейська, вивірка звичайна, куріпка сіра тощо. На території заказника охороняться ділянка широколистяного лісу природного та штучного походження. Біля днища яру розташована заболочена ділянка із вільховим лісом природного походження.

## Галерея

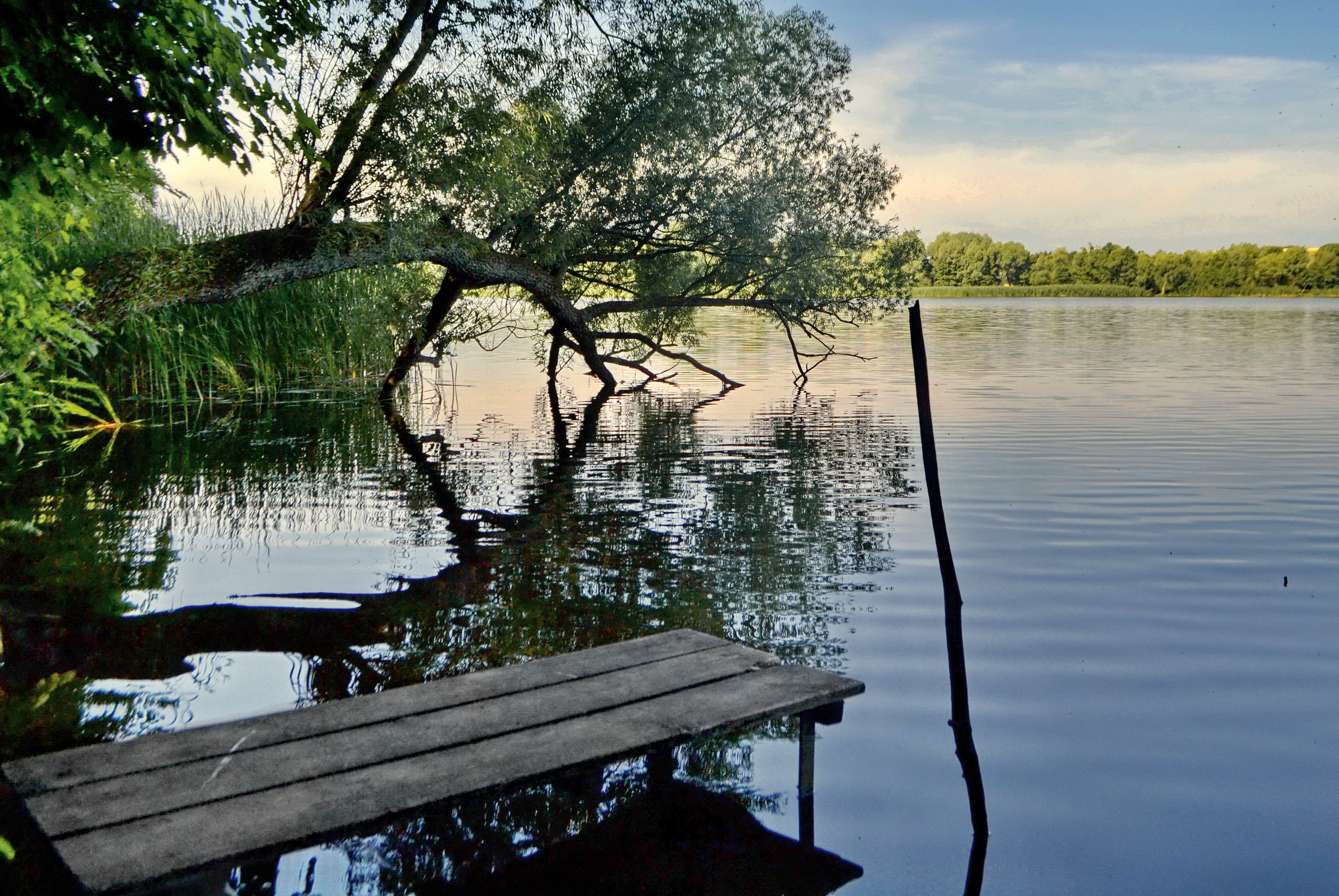
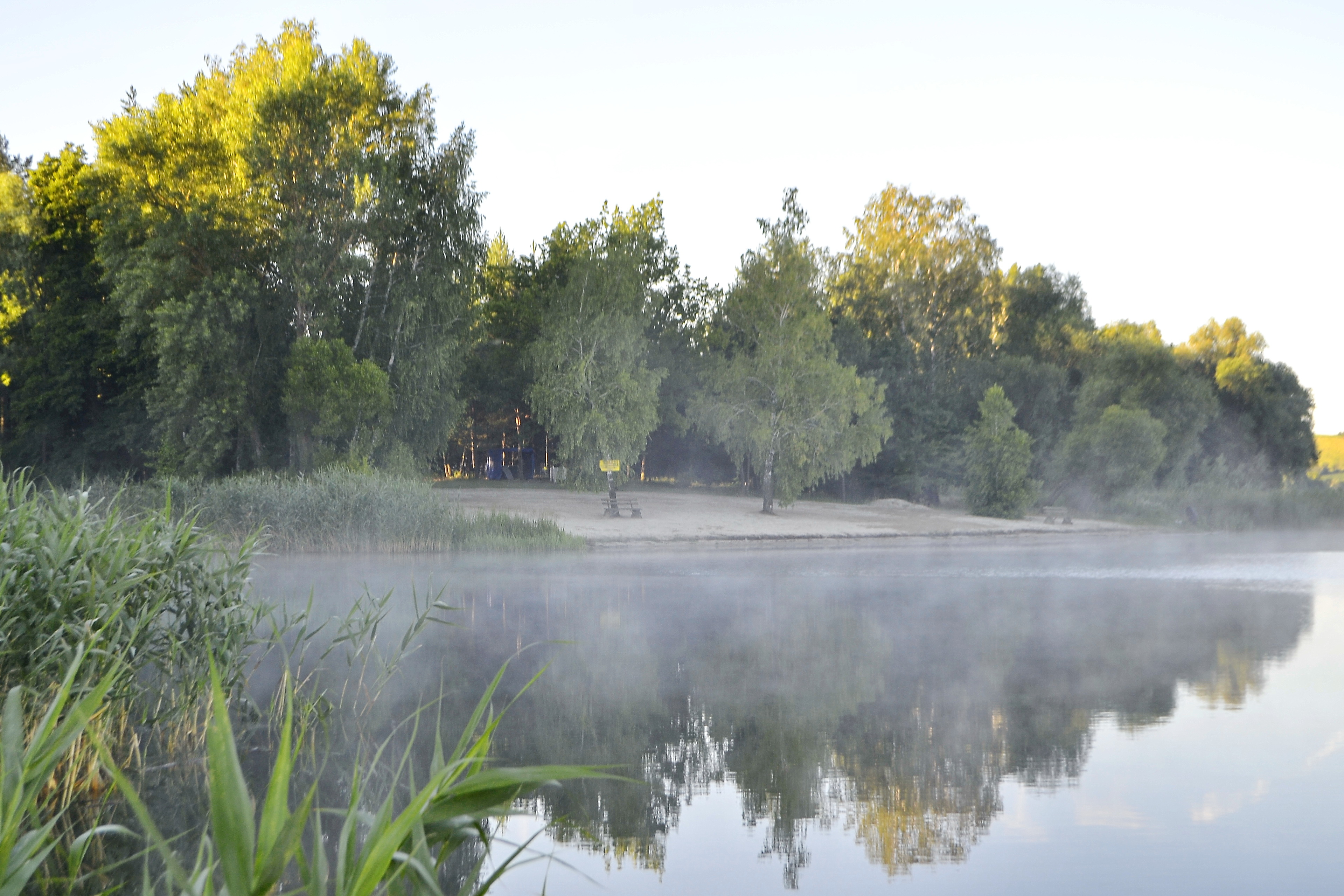
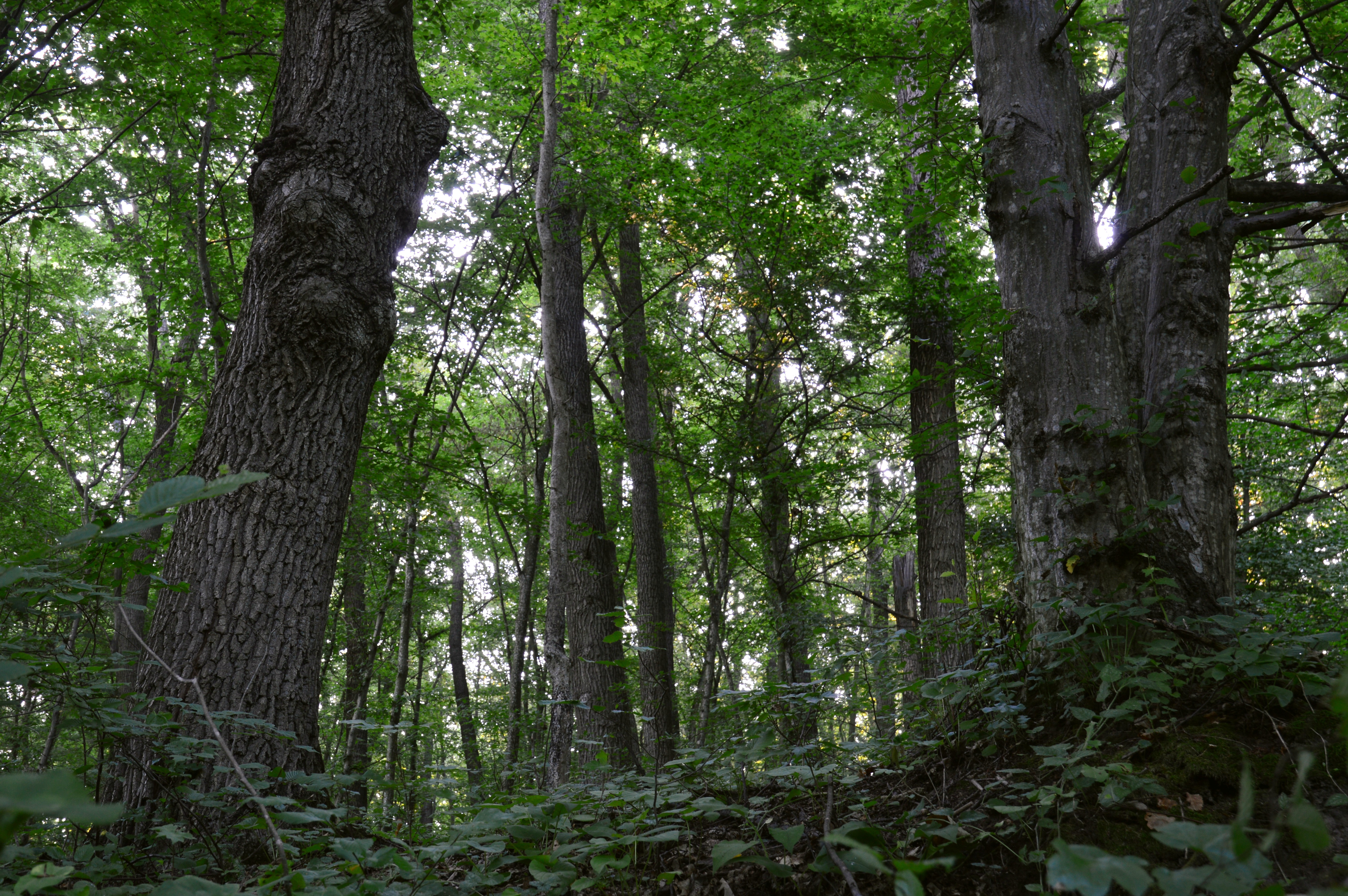
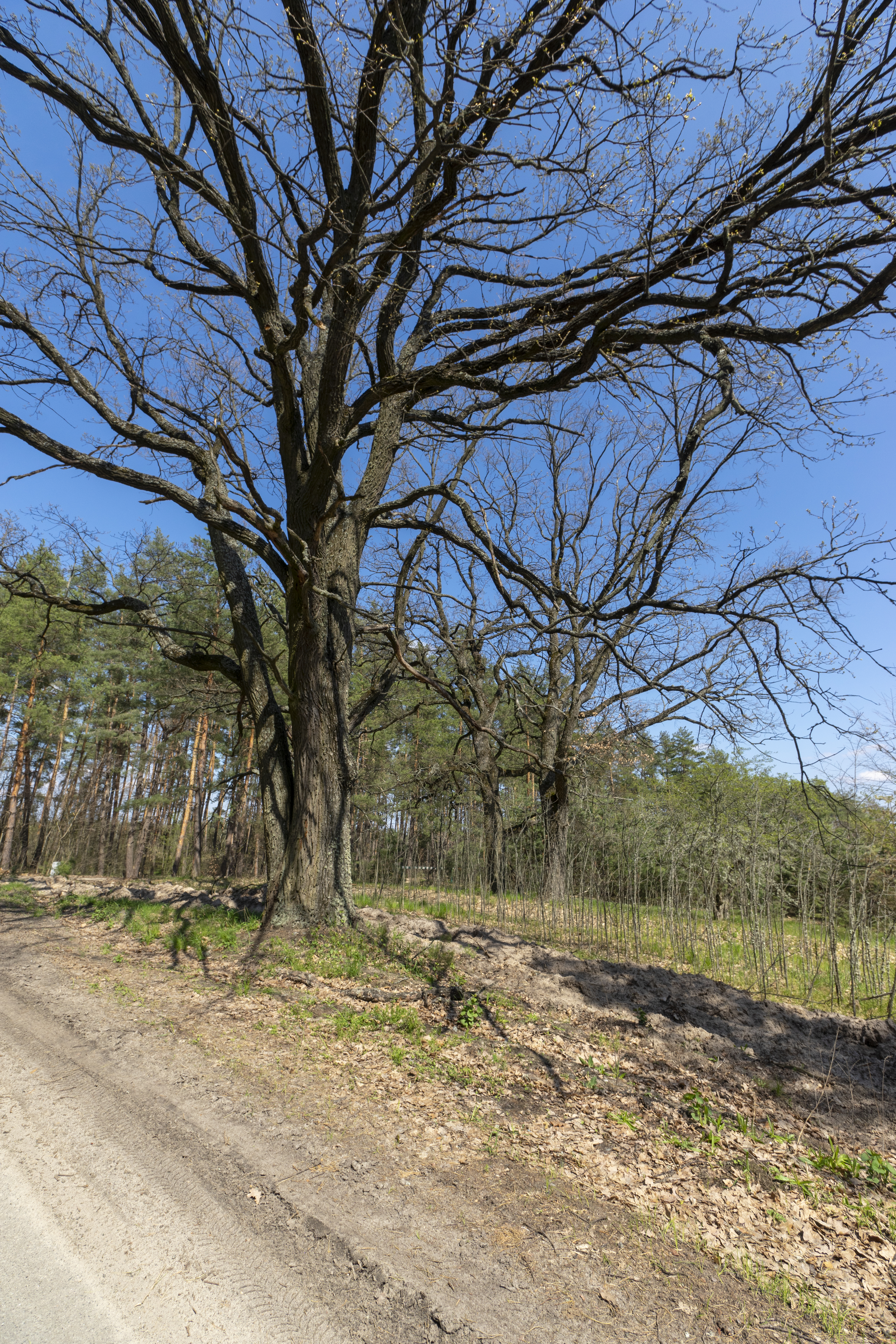
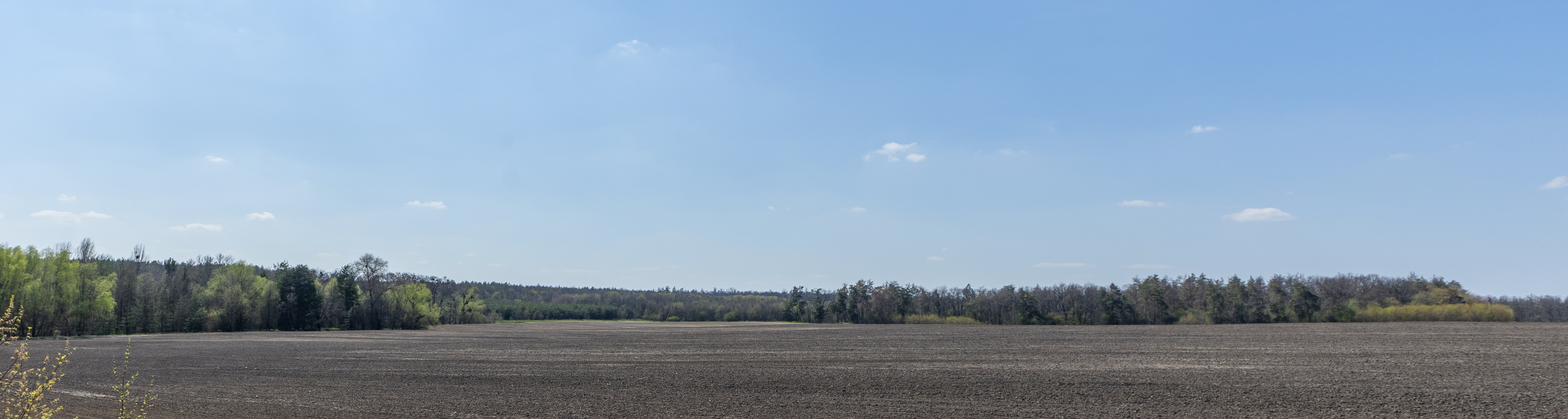
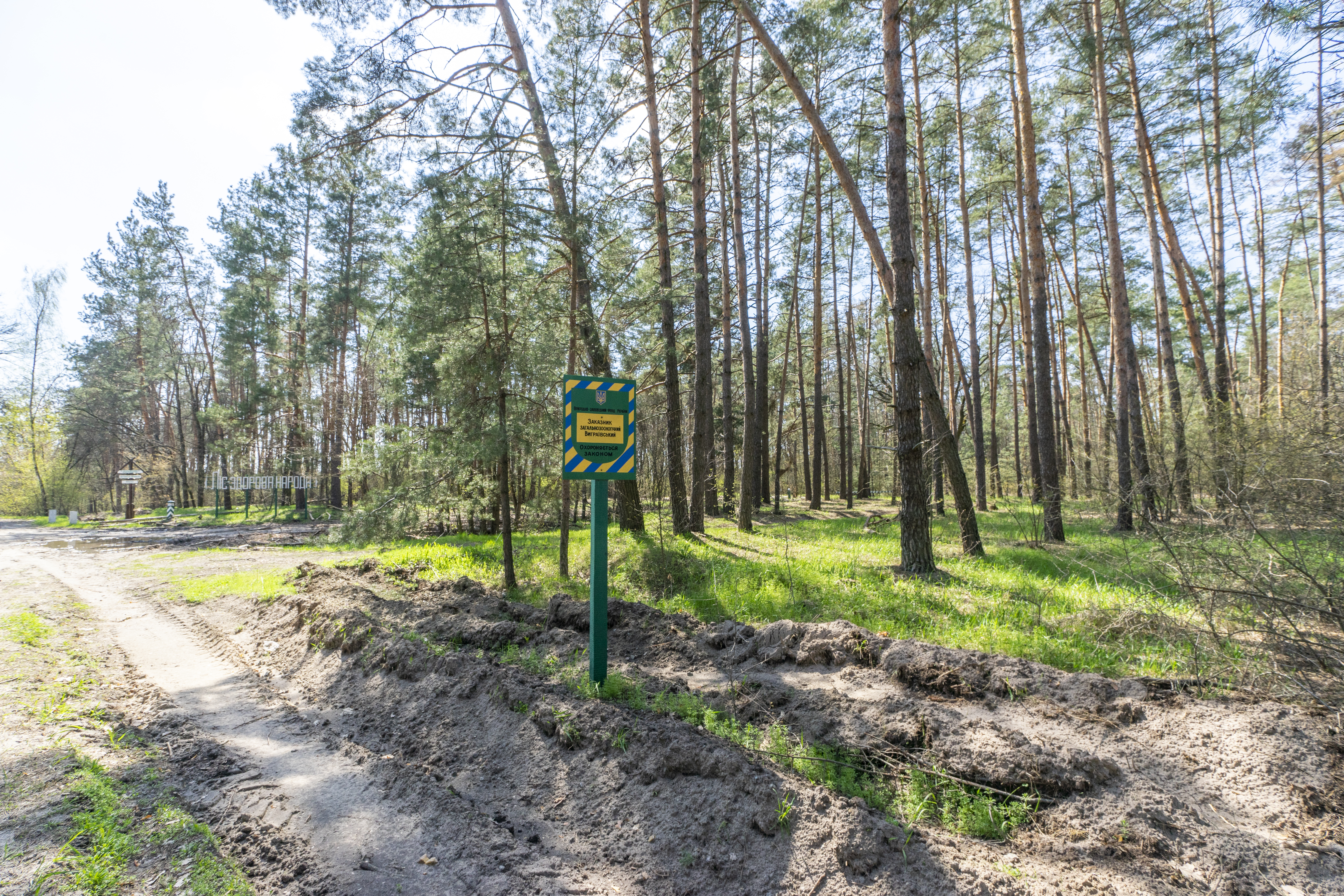